# Hersilia albomaculata
Espèce
Hersilia albomaculata est une espèce d'araignées aranéomorphes de la famille des Hersiliidae.

## Distribution
Cette espèce est endémique de Chine. Elle se rencontre au Anhui, au Zhejiang et au Guizhou.

## Publication originale
- Wang & Yin, 1985 : Two new species of spiders of the genus Hersilia from China (Araneae: Hersiliidae). Acta Zootaxonomica Sinica, vol. 10, no 1, p. 45-49.